# Mezulla
Mezulla fue una diosa hitita menor que con su hija Zintuhi pertenece al círculo más cercano de su madre, la Diosa del sol de Arinna (Arinnitti), formando entre ellas una tríada femenina sagrada. Esta diosa tuvo solo un carácter local y no es mencionada en las listas de juramentos de los tratados interestatales hititas.

## Familia
Mezulla era hija de la diosa Arinnitti y del dios del clima y la tempestad Tarhun y tuvieron una hija Zintuhi. Pero desde el siglo XIII a. C. también están atestiguados sus hermanos, Sarruma, el dios de los cereales, Telipinu, el Dios del clima de Zippalanda y el Dios del clima de Nerik.

## Función y culto
Como su madre, Mezulla tenía un origen hatti y también era conocida como Tappinu (en idioma hatti, "su hija"). Y como hija de las dos principales divinidades del panteón hitita, podía actuar como intermediaria en sus preces ante ellos, especialmente con su madre. Además era reconocida como apoyo en las campañas militares.
Mezulla también tenía su templo en la ciudad sagrada de Arinna, que fue el segundo más importante de la ciudad, después del de su madre. No existen hasta ahora otros templos conocidos dedicados a ella pero sí está atestiguada su adoración en lugares como la capital Hattusa, en Tahurpa y en otras ciudades del norte hititas. Al igual que su madre pudo ser adorada en forma de discos solares de plata.